# ニコラ (ポズドネフ)
ニコラ (ロシア語: Никола (Позднев)、1853年 - 1934年9月1日)は、ロシアの大主教。アストラハン県スロボートカ村で生まれ、モスクワで死んだ。サラトフ神学セミナーリヤとカザン神学アカデミーを修了した。
1922年まではロシア正教会に所属していたが、1922年から1923年にかけて教会革新運動（生ける教会）に参加した。
1923年にロシア古正教会に参加しモスクワ、サラトフ、及びに全ロシアの大主教に就任し、1934年の死去まで在任した。スヴェルドロフスク主教ステファンと並んでロシア古正教会の聖職位階の再建の実行者。